# Luftangriffe auf Sangerhausen
Im Zweiten Weltkrieg erfolgten mehrere US-amerikanische Luftangriffe auf Sangerhausen, deren Hauptziel der Bahnhof der mitteldeutschen Kreisstadt war. Am 22. Februar 1945 warfen 11 schwere, viermotorige Bomber vom Typ B-24 „Liberator“ 23,5 Tonnen Sprengbomben auf das Reichsbahngelände, das Gaswerk und die Stadt. Der Angriff erfolgte im Rahmen der großangelegten angloamerikanischen Operation Clarion gegen Verkehrsziele im Deutschen Reich. Vom 7. bis 11. April 1945 war dann das Bahnhofsareal tägliches Ziel von US-Jagdbombern. Die Angriffe, bei denen auch zwei Munitionszüge getroffen wurden, führten zur fast völligen Zerstörung des Bahnhofsgeländes und zur Einstellung des Zugverkehrs. Insgesamt verloren bei den Luftangriffen auf Sangerhausen 87 Menschen das Leben, zusammen mit dem Kreisgebiet 237 Bewohner.

## Stadt und Kreis Sangerhausen

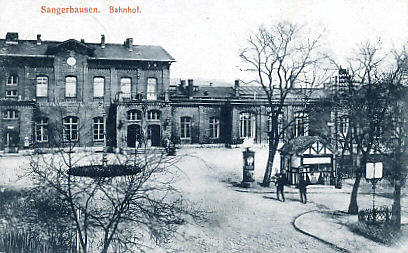
Bahnhof Sangerhausen (1910). Erbaut 1866, zerstört April 1945

1939 hatte die Kreisstadt Sangerhausen 12.700 Einwohner, der dazugehörende Kreis (im damaligen Umfang) 75.000 Einwohner. Diese Zahlen wuchsen im Kriegsverlauf erheblich durch Aufnahme von Evakuierten aus den Luftkriegsgebieten, ausländischen Arbeitskräften, Zwangsarbeitern, Kriegsgefangenen und Flüchtlingen und Heimatvertriebenen aus den Ostgebieten.

## Luftschutz, Lazarette
Neben dem Ausbau von Luftschutzkellern in öffentlichen Bauten, Industrie- und Wohngebäuden, wurden im Laufe der Kriegsjahre Luftschutzbunker gebaut: am Bonifatius-Platz (dabei Grundmauern der früheren Bonifatiuskirche gefunden), in der Hospitalstraße (Selleriefleckchen), hinter der Mittelschule, am Bahnhof und am Krankenhaus auf der Tennstedt (mit unterirdischem Operationssaal). Als „Sofortschutz“ kamen dann Splittergräben dazu. Im September 1943 wurde das „luftgefährdete“ Sangerhausen als „Luftschutzort 2. Ordnung“ eingestuft.
Es gab sechs Lazarette für verwundete und erkrankte Soldaten in Sangerhausen: im Mutterhaus des Kreiskrankenhauses, und in fünf Reservelazaretten in Schulen, im Herrenkrug und im Hotel Gieseler.

## Luftalarme
Von 1940 bis 1944 erfolgten in Sangerhausen 538 „Luftwarnungen“ (1945 stark zunehmend und keine vollständigen Angaben mehr) und 181 Fliegeralarme. Die weitaus meisten wurden durch Überflüge von britischen und amerikanischen Fernbombern und ihren begleitenden Jagdflugzeugen („Eskorte“) ausgelöst. 1944 und 1945 kam es dann zu vielen selbständigen Einsätzen von Jagdflugzeugen und Jagdbombern als Tiefflieger im Kreisgebiet. Alleine an den beiden Osterfeiertagen (1. und 2. April 1945) schrillten in Sangerhausen 23 mal die Alarmsirenen. Ab 7. April herrschte im Kreisgebiet Daueralarm.

## Die Luftangriffe auf die Stadt Sangerhausen

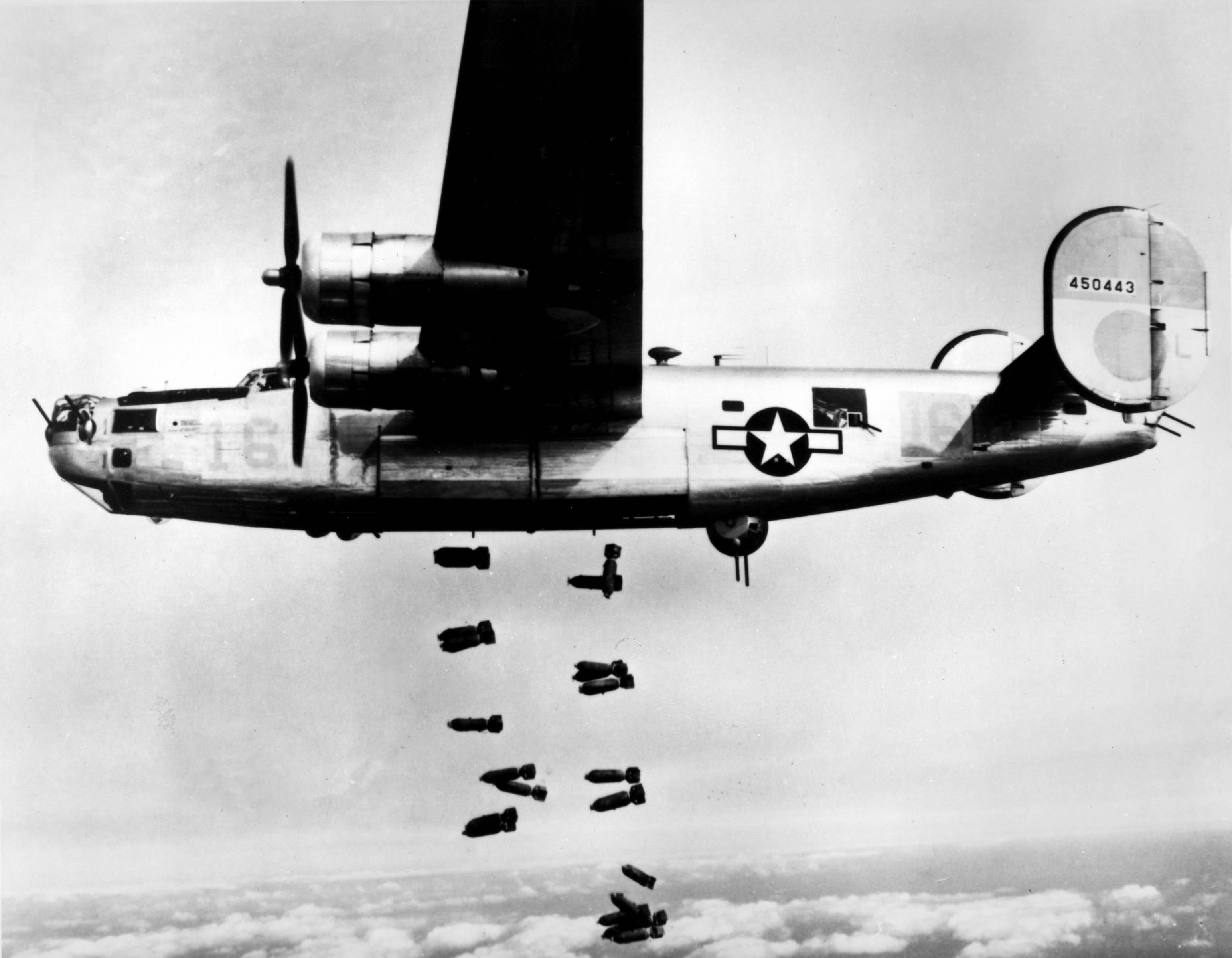
US-amerikanischer Bomber B-24 „Liberator“ (Befreier)

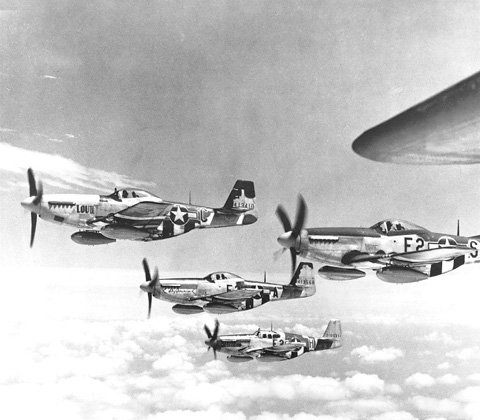
Langstreckenbegleitjäger des Typs P-51 „Mustang“

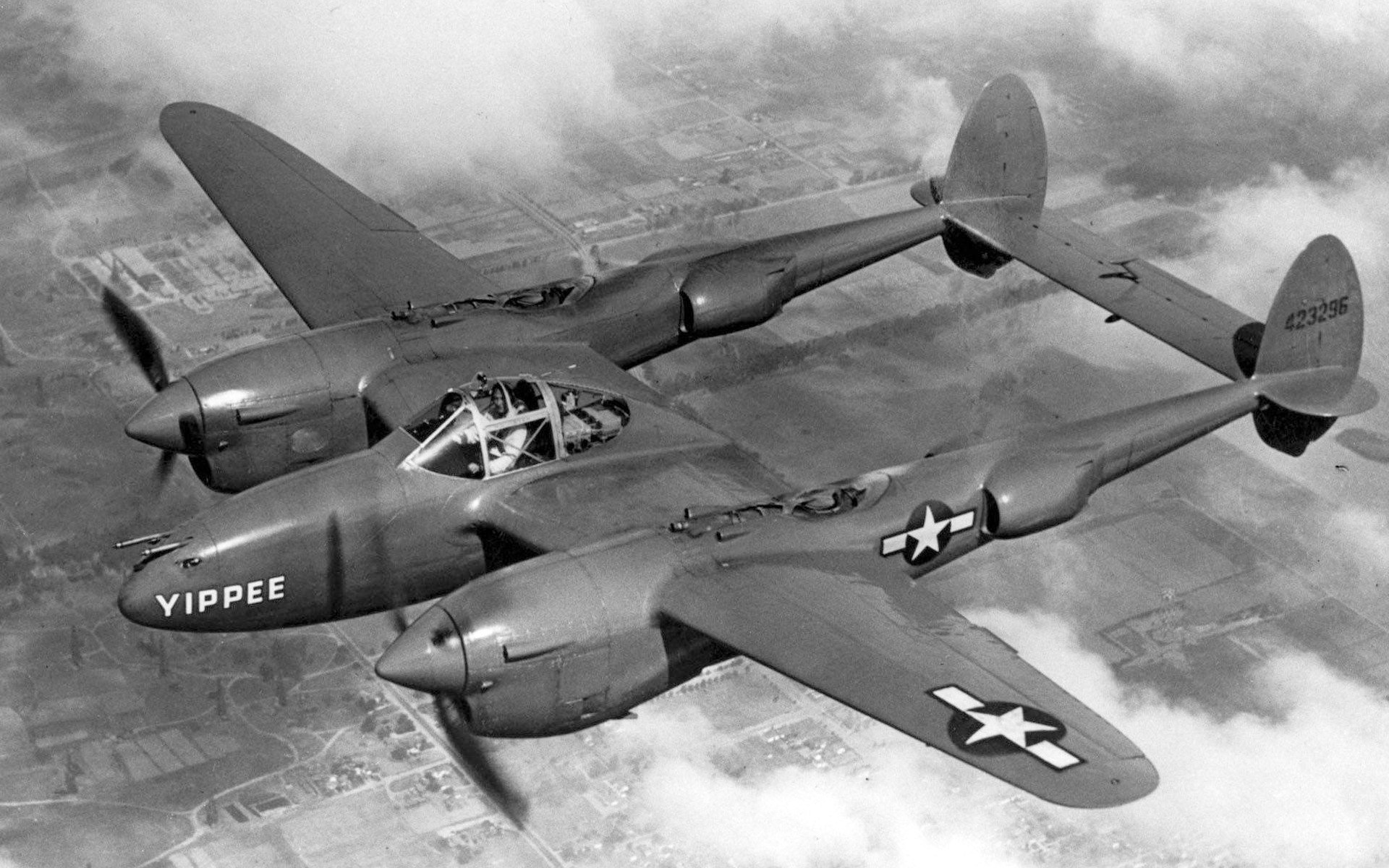
US-Jagdbomber Lockheed P-38 „Lightning“

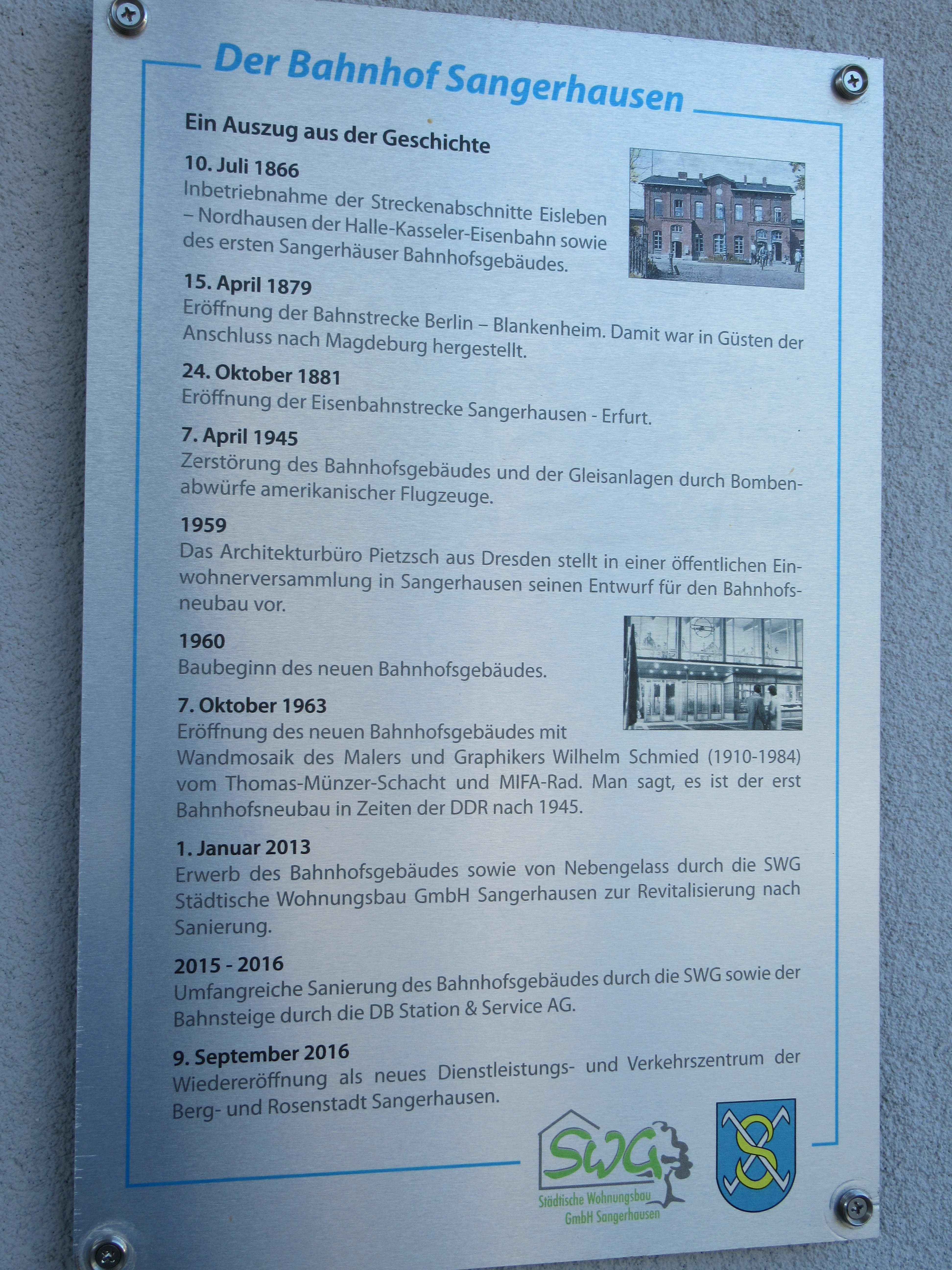
Bahnhof Sangerhausen Geschichte mit Zerstörung am 7. April 1945

Die Angaben stammen aus dem Buch des Heimatforschers Thilo Ziegler Unterm Hakenkreuz. Ein Abriss zur Geschichte des Kreises Sangerhausen von 1933 bis 1945. 2004
- 1940 wurde ein Personenzug dicht vor der Einfahrt aus Richtung Halle in den Bahnhof Sangerhausen von Flugzeugen der britischen RAF mit Bordwaffen beschossen.
- 28. Juli 1944: Bei einem US-Luftangriff auf Sangerhausen schossen Jagdflugzeuge der deutschen Luftwaffe drei amerikanische B-17 „Flying Fortress“ ab. 12 US-Flieger fanden den Tod, 18 retteten sich mit dem Fallschirm und gingen in Gefangenschaft[1].
- 21. Februar 1945: Ununterbrochene US-Tieffliegerangriffe auf die Bahnstrecken um Sangerhausen. So wurde ein Schnellzug bei Berga angegriffen, wobei 62 reisende Zivilisten durch Bordwaffenbeschuss ihr Leben verloren.
- 22. Februar 1945: Schwerer Luftangriff von 11 viermotorigen Bombern Typ B-24 „Liberator“ der 8. Air Division der 8. US Luftflotte, die von Süden her (über Martinsrieth) anflogen, auf Bahnhof und Stadt Sangerhausen.[2] Die Navigation erfolgte visuell. Von 12.08 bis 15.50 Uhr ertönte Fliegeralarm, von 13.12 bis 13.14 fielen aus nur etwa 3.000 Meter Höhe 23,5 Tonnen hochbrisanter Sprengbomben. Starke Zerstörungen[3] wurden im Westteil des Geländes der Reichsbahn angerichtet (Gleise, Weichen, Signalanlagen, Lokomotiv- und Güterschuppen), dort lagen 32 tiefe Bombentrichter dicht bei dicht nebeneinander. Schon wenige Stunden nach dem Angriff soll unter Aufbietung aller Kräfte der Betriebsablauf normalisiert worden sein. In der Wohnstadt wurden Gebäude in der Mogkstraße, der Hindenburgstraße (heute Ernst-Thälmann-Straße), in der Marienstraße, Am Bahnhöfchen, in der Voigt-Straße und in der Malzfabrik getroffen. Total zerstört oder schwer beschädigt wurden acht Häuser, zahlreiche Gebäude im Bahnhofsviertel erlitten Schäden am Dachwerk. Das Gaswerk erlitt so starke Zerstörungen, dass es bis September 1945 seinen Betrieb einstellen musste. Auf die Gasanlagen wurden fünf Kettenbomben geworfen, bei denen je drei Bomben aneinander gekettet waren, also 15 Bomben insgesamt. Getroffen wurden zwei Gasbehälter (mit etwa 100 Splitter-Einschlägen durchlöchert), die Werkstatt, das Werkswohnhaus und das „Modellhaus“ hinter dem Werk. Die Brände konnten von Belegschaft und Feuerwehr erfolgreich gelöscht werden. Insgesamt wurden 33 Menschen getötet und viele schwer verletzt. Die Opfer wurden am 27. Februar nach einer Trauerfeier in einem Gemeinschaftsgrab auf dem Sangerhäuser Friedhof beigesetzt.

Fast zeitgleich wurde das westlich von Sangerhausen, an der Bahnstrecke nach Nordhausen, gelegene Dorf Wallhausen (Helme) von 19 „Liberators“ bombardiert, die es zur Hälfte zerstörten (70 Tote).
Insgesamt wurde zur Operation Clarion am 22. Februar 1945 von der 8. US-Luftflotte eine Streitmacht von 1.372 schweren Bombern, begleitet von 817 eskortierenden Langstrecken-Jagdflugzeugen/Jagdbombern (Mustang, Thunderbolt), aufgeboten.
- 7. April 1945: Angriffe von US-Jagdbombern[4] mit Bomben und Bordwaffen hinterließen ab 13.00 Uhr auf dem westlichen und mittleren Teil des Reichsbahngeländes ein Trümmerfeld und legten die Hauptstrecke lahm. Das Bahnhofsgelände war mit Reisenden, speziell Flüchtlingen, überfüllt. Zwei lange Züge mit Signalmunition explodierten. Zwei Bomben fielen auf das Empfangsgebäude, auch in den Wartesaal. 12 Tote konnten am gleichen Tag aus den Trümmern geborgen werden, andere erst Wochen später. Weitere Bomben fielen auf die Wohnstadt, die Häuser 82 bis 85 der Morunger Straße wurden zerstört, weitere beschädigt. Es gab 15 Tote (nicht ganz klar ist, ob die obengenannten 12 Toten in den 15 enthalten sind) und „sehr viele Schwerverletzte“.

Am 1963 neu erbauten Bahnhof findet sich eine Tafel zu dessen Geschichte. Darauf heißt es: „7. April 1945: Zerstörung des Bahnhofsgebäudes und der Gleisanlagen durch Bombenabwürfe amerikanischer Flugzeuge“.
- 8. April 1945: Den ganzen Tag über Großalarm für den Kreis. Um 10.15, 14.00 Uhr sowie gegen Abend größere Bombenangriffe auf die Stadt. Um 10.15 wurde das Bahnhofsgebäude von 15 Sprengbomben getroffen.
- 9. April 1945: Wiederum wurden Spreng- und Brandbomben über Sangerhausen abgeworfen. Das gerade reparierte Hauptgleis fiel durch Bombentreffer nun ganz aus.
- 10. April 1945: Um 11.45, 12.30 und 18.00 Uhr wurde wieder der Bahnhof und die Stadt mit Bomben und Bordwaffen angegriffen.
- 11. April 1945: Gegen Mittag 58 Bomben und Bordwaffenbeschuss auf Sangerhausen, abends die letzten 6 Bomben auf Stadt und Bahnhof.
- 12. April 1945: Sangerhausen wird kampflos von US-Truppen besetzt.

## Opfer und Begräbnisstätten

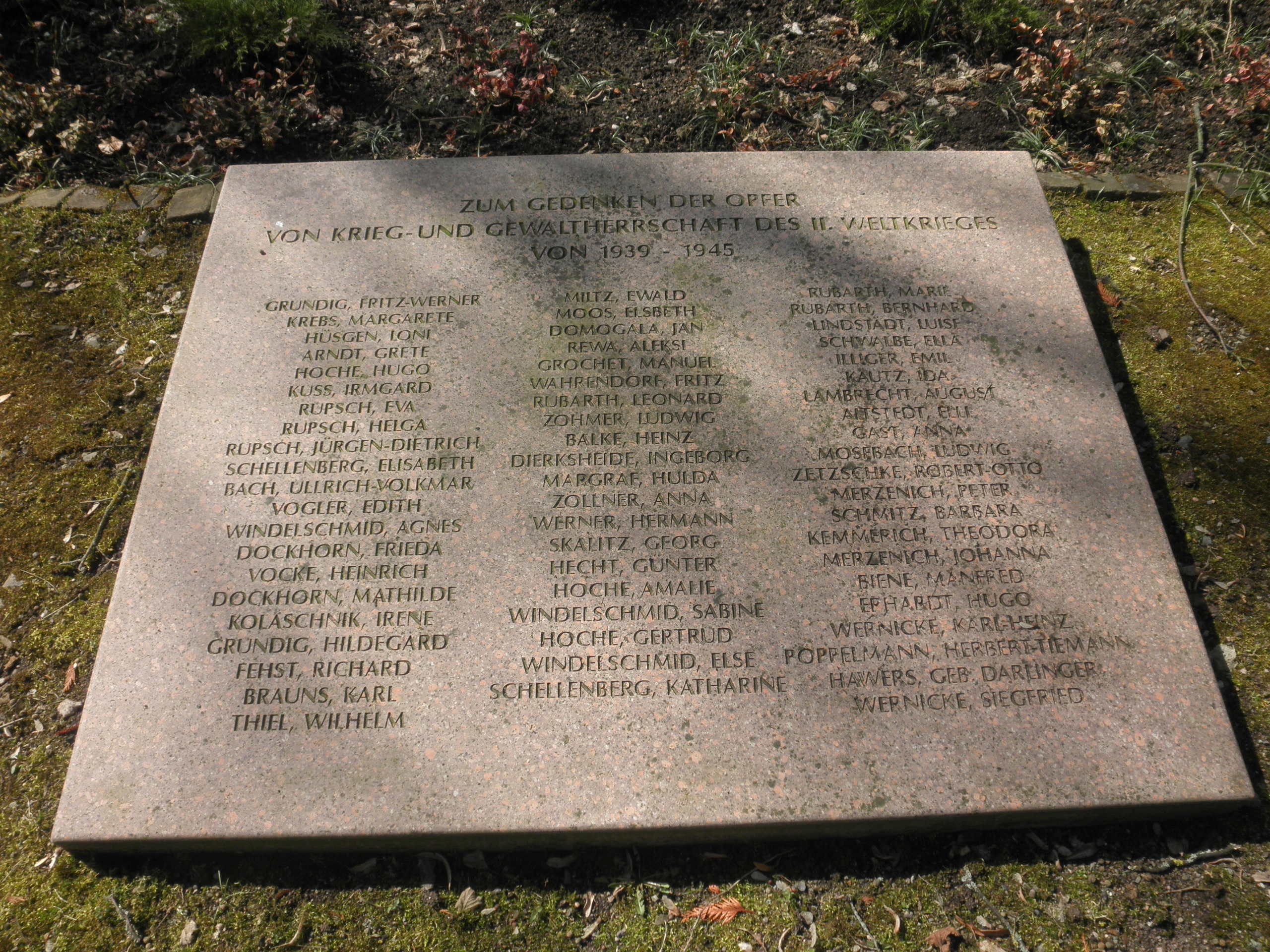
Gräberfeld (eingeebnet) mit 62 Bombenopfern auf Friedhof Sangerhausen

Insgesamt verloren in der Stadt Sangerhausen bei Luftangriffen 87 Menschen ihr Leben. Auf dem Friedhof findet sich in der Abteilung A / 3 ein Ehrenfriedhof für 62 der zivilen Bombenopfer. Aus einem Faltblatt des Geschichtsvereins und aus einer Informationstafel im Bereich des Friedhofeingangs wird man darüber informiert, dass es sich um einen „Bombenfriedhof 2. Weltkrieg“ handelt. Die steinerne Bodenplatte inmitten des eingeebneten Gräberfelds trägt, über den 62 Namen der Opfer (davon 29 Frauen und Mädchen; keine Geburts- und Sterbejahre), die allgemeine Überschrift: „Zum Gedenken der Opfer von Krieg und Gewaltherrschaft des II. Weltkrieges von 1939–1945“.
Zusammen mit dem Kreisgebiet kam es zu 237 Luftkriegstoten. Ein großes Gemeinschaftsgrab mit 50 (von 70) Opfern findet sich auf dem Friedhof von Wallhausen (Helme).

## Luftkrieg über dem Kreis Sangerhausen
Diese Zusammenstellung lehnt sich eng an die beiden Bücher des Sangerhäuser Heimatforschers Thilo Ziegler (von 1999 und 2004) an.
Es begann 1939 mit Einflügen einzelner Flugzeuge der britischen RAF. Ab 1940 wurden abgeworfen: Flugblätter, Phosphor-Brandplättchen auf Felder und Waldgebiete, Brandballons, Brandflaschen, Brandbomben, Störballons auf Hochspannungsleitungen, Schokolade, englischer Tabak, Lebensmittelkarten, Leuchtbomben und ab 1943 schwere Sprengbomben bis hin zu Minenbomben. Zu Boden gingen und explodierten: deutsche und alliierte Jagdflugzeuge, alliierte Jagdbomber und mehrfach auch schwere, viermotorige, britische und amerikanische strategische Bomber – teilweise noch mit ihrer Ladung. Die Bewohner hatten oft Gelegenheit, Luftkämpfe zu beobachten. 1944 und besonders 1945 beherrschten alliierte Tiefflieger das Feld, die „auf alles schossen, was sich bewegte“. Dazu gehörte auch die Zivilbevölkerung, besonders die Landwirte – aber auch Pferde und Vieh.
Viele Orte im Kreis waren 1944 und 1945 von Luftangriffen mit Bomben und Bordwaffen betroffen, in mindestens neun dieser Dörfer und Städte gab es zivile Todesopfer: Allstedt (11), Berga (28), Blankenheim (16), Hohlstedt (1), Kelbra (12), Rottleberode (4), Sangerhausen (87), Stolberg (8) und Wallhausen (Helme) (70). Die Stadt Sangerhausen eingeschlossen gab es 237 Luftkriegstote unter der Zivilbevölkerung, Militär und Zugreisende nicht mitgerechnet. Zerstört oder beschädigt wurden, neben militärischen Zielen – vorzugsweise Bahnhofsanlagen, doch auch Betriebe und Wohnhäuser.
Ein besonderes Kapitel bilden die Angriffe auf Eisenbahnzüge. Ziele waren Militär-, Tank- und Munitionszüge. Doch machten die Tiefflieger auch vor eindeutigen Personenzügen nicht Halt. Es seien einige Beispiele mit Verlustzahlen angeführt.
- 5. Mai 1944: Jagdflugzeuge beschossen mittags den Personenzug nach Stolberg. Ein Reisender wurde durch Brustschuss getötet, sieben weitere Fahrgäste verletzt. Der Heizer erlag im Krankenhaus seinen Verletzungen.

- 5. Mai 1944: vor der Aumühle wurde ein aus dem Bahnhof Berga-Kelbra um die Mittagszeit kommender Militärzug von Tieffliegern zum Stehen gebracht und beschossen. 28 Personen wurden getötet und 56 teilweise schwer verletzt.
- 26. Mai 1944: Gegen 11.00 Uhr wurde bei Berga ein Personenzug von Stolberg nach Berga-Kelbra durch Tiefflieger angegriffen. Ein Reisender wurde getötet, der Heizer schwer verletzt.
- 6. Februar 1945: bei der Aumühle wurde ein Arbeitsdienstzug beschossen. Es gab 6 Tote und viele Verletzte.

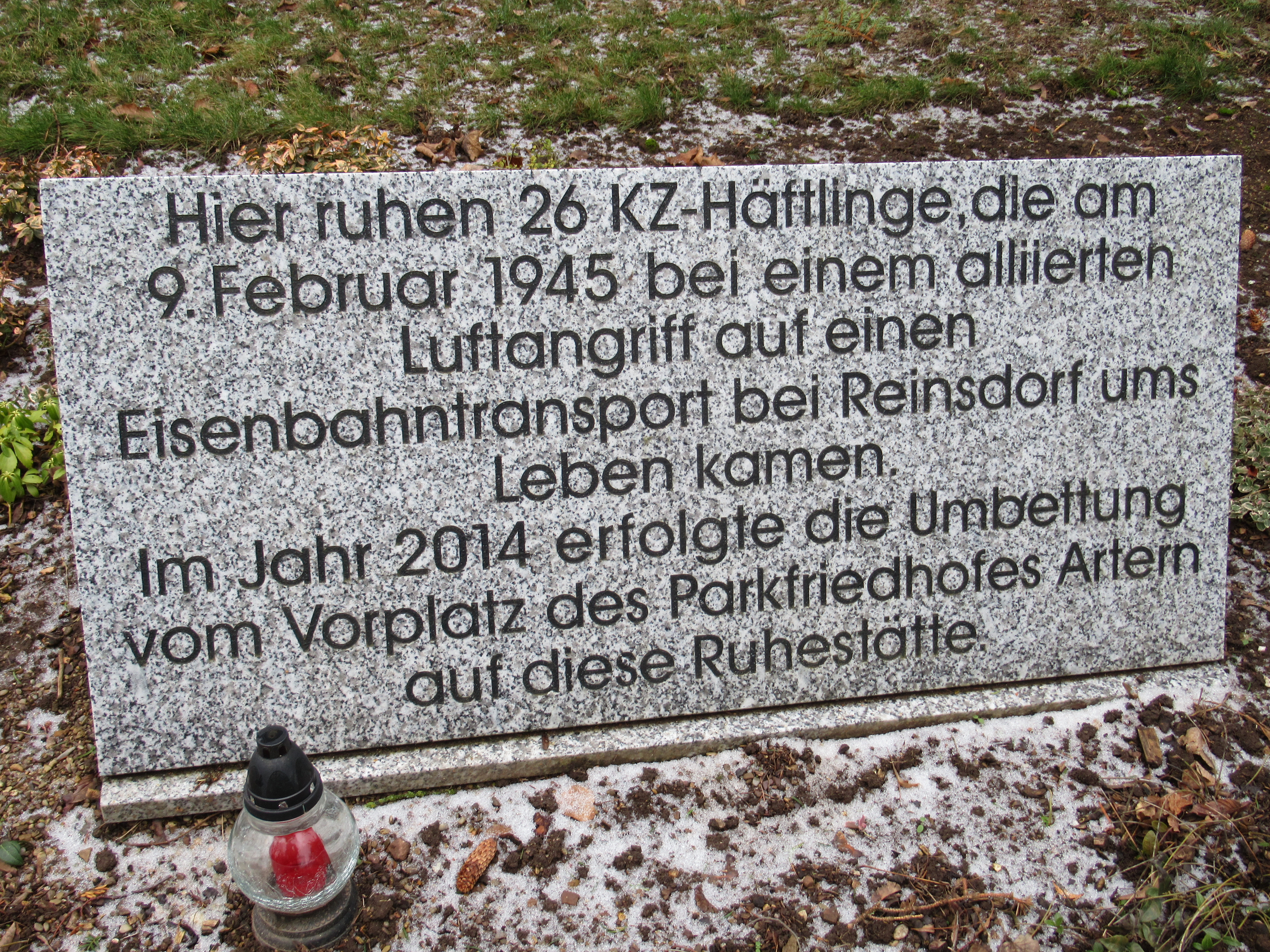
26 Opfer des Tieffliegerangriffs bei Reinsdorf auf dem Friedhof Artern

- 9. Februar 1945: südlich von Artern, bei Reinsdorf, nahmen amerikanische Tiefflieger einen Güterzug mit Häftlingen aus Buchenwald mit Bomben und Bordwaffen unter Beschuss. 105 Personen wurden getötet und 150 verwundet. Von letzteren verstarben noch 23 im Krankenhaus Artern: insgesamt 128 Tote. „Die Häftlinge sprangen aus den Wagen und suchten Schutz im Freien. Nachdem die Flieger sie an ihrer Kleidung erkannt hatten, stellten sie das Feuer ein und drehten ab“.[7] 26 Tote sind auf dem Friedhof Artern beigesetzt. Über dem Massengrab befindet sich eine Steintafel: „Hier ruhen 26 KZ-Häftlinge, die am 9. Februar 1945 bei einem alliierten Luftangriff auf einen Eisenbahntransport bei Reinsdorf ums Leben kamen. Im Jahr 2014 erfolgte die Umbettung vom Vorplatz des Parkfriedhofes Artern auf diese Ruhestätte“ (auf dem Friedhof Artern).
- 17. Februar 1945: bei Oberröblingen wurde ein Schnellzug beschossen. 21 Reisende, zumeist Flüchtlinge, erlitten schwere Verwundungen.
- 17. Februar 1945: Beim Verlassen eines Tunnels wurde ein Personenzug durch Tiefflieger attackiert. Drei Menschen wurden getötet, sechs schwer verletzt.
- 21. Februar 1945: Gegen 11:30 Uhr wurde der Schnellzug D 190 von Leipzig nach Köln von Tieffliegern angegriffen. Etwa 2 km vom Bahnhof entfernt, im „Bergaer Kuhried“ kam die beschossene Lokomotive zum Stehen. Zu beklagen waren 41 Tote und mindestens die doppelte Anzahl Schwerverletzte. An zwei Wagen wurden 166 Einschüsse gezählt. 37 der Toten wurden in Berga beerdigt. Die Reisenden wurden in den Abteilen oder auf der Flucht über das benachbarte freie Gelände getötet oder verwundet. Sofort erfolgten Hilfsmaßnahmen. Aus Sangerhausen fuhr ein Sonderzug los, der Schwerverletzte in das dortige Krankenhaus brachte. Auch das Krankenhaus Nordhausen nahm zahlreiche Verwundete auf. Dort verstarben noch 21 Schwerverletzte an ihren Schusswunden. Somit ergaben sich 62 Tote.